# Гиллем (Арканзас)
Гиллем (англ. Gillham, Arkansas) — город, расположенный в округе Севир (штат Арканзас, США) с населением в 188 человек по статистическим данным переписи 2000 года.
Расположен в 9,6 км (6 миль) от водохранилища Гиллем-Лейк.

## География
По данным Бюро переписи населения США город Гиллем имеет общую площадь в 2,33 квадратных километров, водных ресурсов в черте населённого пункта не имеется.
Город Гиллем расположен на высоте 231 метр над уровнем моря.

## Демография
По данным переписи населения 2000 года в Гиллеме проживало 188 человек, 54 семьи, насчитывалось 74 домашних хозяйств и 86 жилых домов. Средняя плотность населения составляла около 85,5 человек на один квадратный километр. Расовый состав Гиллема по данным переписи распределился следующим образом: 89,36 % белых, 0,53 % — коренных американцев, 1,06 % — азиатов, 1,60 % — представителей смешанных рас, 7,45 % — других народностей. Испаноговорящие составили 10,64 % от всех жителей города.
Из 74 домашних хозяйств в 36,5 % — воспитывали детей в возрасте до 18 лет, 51,4 % представляли собой совместно проживающие супружеские пары, в 10,8 % семей женщины проживали без мужей, 27,0 % не имели семей. 20,3 % от общего числа семей на момент переписи жили самостоятельно, при этом 4,1 % составили одинокие пожилые люди в возрасте 65 лет и старше. Средний размер домашнего хозяйства составил 2,54 человек, а средний размер семьи — 2,87 человек.
Население города по возрастному диапазону по данным переписи 2000 года распределилось следующим образом: 26,1 % — жители младше 18 лет, 10,6 % — между 18 и 24 годами, 30,3 % — от 25 до 44 лет, 25 % — от 45 до 64 лет и 8,0 % — в возрасте 65 лет и старше. Средний возраст жителей составил 35 лет. На каждые 100 женщин в Гиллеме приходилось 116,1 мужчин, при этом на каждые сто женщин 18 лет и старше приходилось 113,8 мужчин также старше 18 лет.
Средний доход на одно домашнее хозяйство в городе составил 24 375 долларов США, а средний доход на одну семью — 24 375 долларов. При этом мужчины имели средний доход в 25 469 долларов США в год против 15 208 долларов среднегодового дохода у женщин. Доход на душу населения в городе составил 10 758 долларов в год. 16,0 % от всего числа семей в округе и 23,8 % от всей численности населения находилось на момент переписи населения за чертой бедности, при этом из них были моложе 18 лет и 17,4 % — в возрасте 65 лет и старше.